# منتخب اسفندیاری
منتخب اسفندیاری (زاده ۱ بهمن ۱۲۹۶ – درگذشتهٔ ۱۳۸۰) هنرمند خیاط، عروسک‌ساز، پژوهشگر و نوازنده اهل ایران بود.

## زندگی
منتخب اسفندیاری کوه‌نور ۱ بهمن سال ۱۲۹۶ ه‍.ش در یوش مازندران متولد شد. پدرش، «احمد خان» عموی نیما یوشیج بود. او ملقب به «امیر منتخب»، رئیس ایل اسفندیاری و حاکم و رئیس دارایی در مازندران بود. وی به نواختنِ اُرگ آشنا بود و صدای خوبی داشت. مادرش نیز تار می‌نواخت و خیاطی می‌کرد. به همین سبب منتخب از کودکی به موسیقی و هنر علاقه‌مند شد. او از شش‌سالگی تحصیلات ابتدایی خود را آغاز کرد. ۸ سالگی به یادگیری قالی‌بافی، ابریشم دوزی، سرمه دوزی و دیگر دوخت‌های رایج پرداخت. زمانی که ۹ سال داشت پدرش کشته شد. پس از درگذشت احمد، مادر منتخب با نصرالله خواجه‌نوری ازدواج کرد. زمانی که منتخب به سن ۱۰ سالگی رسید، مادرش که علاقهٔ فرزندش به موسیقی را دریافته بود او را به کلاس تار علی‌اکبر شهنازی برد. او به مدت پنج سال نزد شهنازی نواختن ساز تار را فرا گرفت با این حال صدای سازش دلنشین نبود.
نصرالله خواجه‌نوری (پدرخواندهٔ منتخب) از دوستان و همکلاسی‌های قدیمیِ ابوالحسن صبا، موسیقی‌دان سرشناس ایرانی بود. روزی صبا برای دیدن دوست قدیمی خود به منزل خواجه‌نوری رفت. در آن‌جا از صبا خواسته شد تا نوازندگی منتخب که در آن زمان ۱۵ ساله بود را ببیند و ایراداتش را بگوید. پس از اجرای یک چهارمضراب توسط منتخب، صبا اشکالات نوازندگی‌اش را گفت و پیشنهاد داد که اگر منتخب و خانوادهٔ او مایل باشند، به او آموزش بدهد. پس از آن صبا با هفته‌ای دو تا سه جلسه آموزش منتخب اسفندیاری را آغاز کرد. با پیشرفت منتخب، ابوالحسن صبا هرشب به منزل آن‌ها می‌رفت و به او آموزش می‌داد. وی پس از مدتی به منتخب علاقه‌مند شد و با وجود مخالفت مادرش، که اصرار داشت او با دخترعمهٔ خود ازدواج کند، مادر و خواهرانش را برای خواستگاری به خانهٔ منتخب فرستاد اما با مخالفت مادر منتخب روبرو شد. صبا که عاشق شده بود، به پیشنهاد دوست شاعرش محمدحسین شهریار، نامه‌ای برای خواجه‌نوری نوشت و از وی درخواست کرد تا با ازدواج او منتخب موافقت کند. این موافقت صورت گرفت و منتخب اسفندیاری در سال ۱۳۱۱ با ابوالحسن صبا ازدواج کرد. وی از این ازدواج، مادرِ سه دختر به نام‌های غزاله، ژاله و رکسانا شد. غزاله صبا در سال ۱۳۱۳ و ژاله صبا در سال ۱۳۱۴ و رکسانا صبا در سال ۱۳۲۱ متولد شدند.

## فعالیت‌های هنری

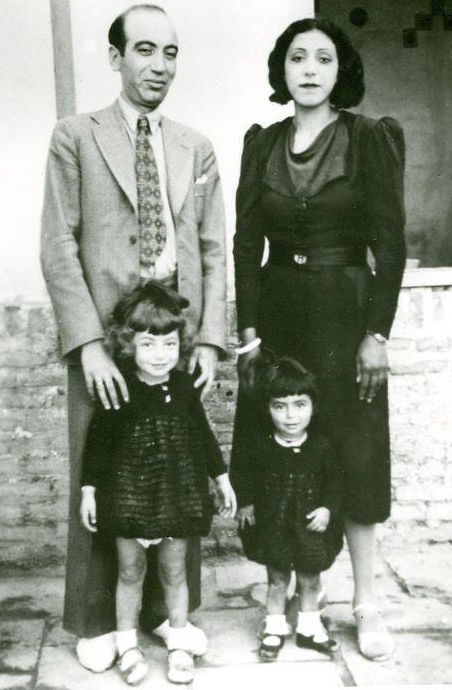
منتخب اسفندیاری به همراه همسرش ابوالحسن صبا و دخترانش غزاله و ژاله

منتخب اسفندیاری پس از ازدواج نواختن سازهای مختلف، شعرخوانی و شطرنج را از ابوالحسن صبا فرا گرفت. پس از مدتی برای کمک خرج زندگی، به خیاطی روی آورد و نزد «هامبارسون» که از خیاطان معروف آن زمان بود آموزش دید. او در سال ۱۳۲۴ با تشویق همسرش به منظور فراگیری هنرهای جدید به فرانسه سفر کرد و پس از دریافت دیپلم «گرلاوین∗»، به همراه دختر کوچکش رکسانا راهی آمریکا، ژاپن و ایتالیا شد و ۱۸ دیپلم هنری از این کشورها دریافت کرد. منتخب اسفندیاری در سال ۱۳۲۷ به ایران بازگشت و بخشی از خانهٔ صبا را به خیاط‌خانه تبدیل و رسماً به کار خیاطی پرداخت. او پس از مدتی به رادیو دعوت شد و به مدت ۳۶ سال، آموزش خیاطی و اجرای برنامهٔ «زن و زندگی» را بر عهده داشت.
منتخب اسفندیاری پس از درگذشت صبا در سال ۱۳۳۶، تدریس را در مدرسهٔ امین‌الدوله آغاز کرد. پس از آن در خانهٔ صبا که با همت وی به موزهٔ صبا تبدیل شده بود کلاس‌های هنری خود را دایر کرد. او همچنین نخستین کارگاه آموزش سوزن‌دوزی‌های سنتی ایران را در خیابان مزین‌الدوله، با عنوان «آموزشگاه هنری منتخب صبا» تأسیس کرد. وی سال‌ها در دانشگاه‌های ایران، به آموزش ۱۱۵ رشتهٔ سوزن‌دوزی سنتی با ۱۲۰ نوع دوخت و دوزهای اولیه پرداخت. او با سفر به نقاط مختلف ایران، اطلاعات بسیاری درمورد دوخت لباس‌های محلی جمع‌آوری کرد و «دوخت‌های سنتی ایران» را پایه‌گذاری کرد. منتخب صبا در طول فعالیت‌های هنری خود، ۴۵ عنوان کتاب تألیف و به انتشار رساند. او همچنین در هنر عروسک‌سازی نیز فعال و صاحب سبک بود. وی نخستین بار در سال ۱۳۵۳ عروسک‌های دست‌ساز خود را در موزهٔ صبا، با حضور فرح پهلوی به نمایش گذاشت. عروسک‌های ساخته شده توسط «منتخب صبا» با لباس‌های ویژه، منعکس‌کنندهٔ فرهنگ فولکلور مناطق مختلف ایران و دوره‌های مختلف تاریخی از زمان ساسانیان تا دورهٔ معاصر ایران است.

## درگذشت
منتخب اسفندیاری در سال‌های پایانی زندگی در اثر تصادف رانندگی دچار شکستگی استخوان شد و در اسفند سال ۱۳۸۰ ه‍. ش در بیمارستان مزین‌الدوله تهران درگذشت. او با این‌که دوست داشت در آرامستان ظهیرالدوله دفن شود، پس از عدم موافقت مسؤلین، در بهشت زهرای تهران به خاک سپرده شد.

## کتاب‌ها
از جمله کتاب‌های منتشر شدهٔ منتخب اسفندیاری، به موارد زیر می‌توان اشاره کرد:
- جلوه‌گری نقوش هندسی در آثار هنرهای سنتی ایران[۸]
- اثر و متد منتخب صبا: خیاطی به‌طرز خودآموز[۹]
- دوره دوم خیاطی به‌طرز خودآموز[۱۰]
- دوره سوم خیاطی به‌طرز خودآموز[۱۱]
- گل‌سازی با پارچه[۱۲]
- گل‌سازی با پر[۱۳]
- ساخت انواع گل‌های فانتزی با مواد مختلف[۱۴]
- طرح‌ها و نقش‌ها[۱۵]
- خودآموز ابریشم‌دوزی و انواع سوزن‌دوزی‌های سنتی ایران و جهان دوخت‌های تزئینی شامل: سنگ، پولک، ملیله، مروارید، منجوق، سرمه[۱۶]
- دائرةالمعارف سه‌جلدی هنرهای سنتی ایران[۱۷]
- ساختن وسائل تزئینی با صدف[۱۸]
- ژورنال لباس مخصوص آموزشگاه‌های خیاطی[۱۹]
- هنر سال اول دوره راهنمایی تحصیلی (به همراه محمد جوادی‌پور، محمد احصایی)[۲۰]
- راهنمای تدریس هنر ۱ دوره راهنمایی تحصیلی، مرحله دوم تعلیمات عمومی (به همراه محمد جوادی‌پور، محمد احصایی)[۲۱]
- هنر ۲ دوره راهنمایی تحصیلی مرحله دوم تعلیمات عمومی (به همراه محمد جوادی‌پور، محمد احصایی)[۲۲]
- هنر ۳ دوره راهنمایی تحصیلی مرحله دوم تعلیمات عمومی (به همراه محمد جوادی‌پور، محمد احصایی)[۲۳]
- ژورنال درسی مخصوص تدریس در آموزشگاه‌های آزاد خیاطی ویژه بانوان[۲۴]
- سبزی‌آرایی و تزئین میز غذا[۲۵]
- تزئین اتاق عقد[۲۶]
- گل‌های جورابی[۲۷]
- گل‌آرایی و ساختن تابلو با گل‌های خشک شده[۲۸]
- نگرشی بر روند سوزندوزی‌های سنتی ایران از هشت هزار سال قبل از میلاد تا امروز[۲۹]
- گل‌های مروارید[۳۰]
- خودآموز شمع‌سازی[۳۱]
- بازی با نخ[۳۲]
- نقش‌اندازی و گلسازی با ورقه‌های فلزی[۳۳]
- طرحها = ژورنال کودک[۳۴]
- مجموعه هنر[۳۵]
- طراحی مد[۳۶]
- کتاب طرح‌ها[۳۷]
- لباس کودکان از نوزاد تا ۱۲ سال[۳۸]
- گل‌ها و مجسمه‌های خمیری[۳۹]

## واژه‌نامه
1. ^ In French: guerre la vigne